# Nuevo Vulcano
|  | No s'ha de confondre amb el grup musical Nueva Vulcano. |

Tallers Nuevo Vulcano era un drassana i foneria de Barcelona. Fundat el 1826, estava especialitzat en la construcció i reparació de vaixells de vapor. Al costat de companyies com El Vapor, L'Espanya Industrial i La Maquinista Terrestre i Marítima van ser les fàbriques més emblemàtiques de l'inici de la industrialització a Barcelona.
La fàbrica pertanyia a l'empresa naviliera Companyia Catalana de Vapors (des de 1841 Societat de Navegació i Indústria). Instal·lada inicialment al barri de la Barceloneta, amb posterioritat es va traslladar al Moll Nou del port de Barcelona. Aquí es va construir el primer vaixell de ferro amb màquina de vapor de tot Espanya, el Delfín (1836).
Com a foneria, van elaborar nombrosos elements de ferro colat per a la indústria i la construcció, com els 300 pilars de la
coberta de la nau d'Aymerich, Amat i Jover de Terrassa, el reixat perimetral del parc de la Ciutadella o els fanals de fosa instal·lats als carrers de Barcelona.
El 1916 la fàbrica va passar a ser propietat de la companyia Trasmediterránea. El 1924 va sofrir un greu incendi. A l'any següent, es va incorporar al grup Unión Naval de Levante i, des de llavors, es va dedicar solament a la reparació naval. El 1934 es va reincorporar a la Trasmediterránea, tot i que, el 1962, va tornar de nou a la Unión Naval de Levante.

#### Unión Naval Barcelona i Marina Barcelona 92
En els anys 1990 va passar a denominar-se Unió Naval Barcelona, i es va instal·lar en els molls de Catalunya, Occidental i Llevant del port de Barcelona, on exploten el dic sec i el nou dic flotant. El 2010 l'empresari valencià Vicent Boluda va tancar Unión Naval Barcelona per centrar la seva activitat en Unión Naval de Levante, posant fi a la gran drassana de Catalunya. Això va suposar un benefici per a Marina Barcelona 92 (MB92) que, després d'anys dedicats al manteniment d'embarcacions d'esbarjo, apostà pels superiots de gran eslora, arribant a posicionar-se al capdavant d'aquest mercat en tot el món. El 2016 s'anunciava la construcció d'un ascensor per vaixells de fins a 4.000 tones, en unes instal·lacions de 76.000 m2 a terra i 40.000 m2 a l'aigua, podent acollir vaixells de més de 100 metres d'eslora. El 2021, el seu CEO Pepe García-Aubert, també president del Barcelona Clúster Nàutic, anunciava l'extensió de la concessió del Port de Barcelona fins al 2050.